# Andreas Hänsel

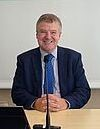
Andreas Hänsel

Andreas Hänsel (* 1957 in Dresden) ist ein deutscher Ingenieur und Professor für Physik und Technologie des Holzes und der Holzwerkstoffe. Von 1990 bis 2008 war er Geschäftsführer in Betrieben der Holzwirtschaft. Von 2012 bis zu seinem Eintritt in den Ruhestand am 30. Juni 2025 war er Direktor der Staatlichen Studienakademie Dresden und seit 2017 Präsident der Berufsakademie Sachsen. Er war Gründungsrektor bzw. seit 1. Januar 2025 kommissarischer Rektor der zur Dualen Hochschule Sachsen umgegründeten Berufsakademie.

## Werdegang
Andreas Hänsel wurde 1957 in Dresden geboren. Er absolvierte in Radeberg seine schulische Ausbildung und erlangte 1976 das Abitur. Danach absolvierte er ein Studium der Verarbeitungs- und Verfahrenstechnik an der TU Dresden, Wissenschaftsbereich Holz- und Faserwerkstofftechnik.
Von 1981 bis 1984 war Hänsel an den Deutschen Werkstätten Hellerau in Forschung und Entwicklung und als Produktionsleiter tätig. Danach wurde er bis 1990 wissenschaftlicher Assistent am Wissenschaftsbereich Holz- und Faserwerkstofftechnik der TU Dresden.
1987 promovierte er mit summa cum laude zum Dr.-Ing. an der Fakultät Maschinenwesen der TU Dresden mit der Dissertation „Grundlegende Untersuchungen zur Optimierung der Struktur von Spanplatten“. Darauf folgte im Jahr 1991 die Habilitation zum Thema „Wege zur Weiterentwicklung von Gestaltung, Herstellung und Verarbeitung von Holzwerkstoffen“ sowie – nach erfolgreichem Abschluss eines postgradualen Studiums der Hochschulpädagogik – die Verleihung der facultas docendi.
Von 1990 bis 2008 war Hänsel als Geschäftsführer in der Wirtschaft im Bereich des Innenausbaus sowie des Möbelhandel tätig. Er bekleidet in dieser Zeit u. a. die Funktionen des Aufsichtsratsvorsitzenden des EUROPA MÖBEL VERBUNDES (EMV), des Präsidenten der EUROPÄISCHEN MÖBELUNION und war bis 2008 Vizepräsident des Verbandes des Deutschen Möbel- und Küchenfachhandels.
Seit 2017 ist Hänsel Vorsitzender des Vorstandes des Branchenclusters Forst-Holz-Papier LignoSax e.V.

## Lehrtätigkeit
2003 verlieh ihm die Hochschule für nachhaltige Entwicklung Eberswalde den Titel Honorarprofessor. Schwerpunkte der Lehre waren hier die Bereiche Möbelkonstruktion sowie Oberflächen- und Presstechnik. Im Zeitraum 2008–2012 wechselte er als Leiter des Studiengangs Holz- und Holzwerkstofftechnik an die Staatliche Studienakademie Dresden, 2010 wurde ihm der Titel eines Professors an der Berufsakademie Sachsen verliehen. 2012 erfolgte erstmalig seine Wahl zum Direktor der Staatlichen Studienakademie Dresden. 2017 erfolgte die Wahl zum Präsidenten der Berufsakademie Sachsen und 2022 die Wiederwahl in diese Funktion.
Arbeitsgebiete und Forschungsschwerpunkte
- Struktur und Eigenschaften von Holz- und Holzwerkstoffen,
- Technologie der Holzwerkstoffe,
- Oberflächenveredlung,
- Klebtechnik.

Die Schwerpunkte seiner Forschung lagen zunächst auf dem Gebiet der Werkstoffentwicklung sowie der Modellierung und Optimierung von Prozessen der Holzwerkstoffherstellung. Weiterhin befasste sich Hänsel mit der Entwicklung von Messverfahren bzw. deren Anwendung im Bereich der Werkstoffprüfung und Oberflächentechnik und seit 2021 lag der Forschungsschwerpunkt im Bereich der Holzverklebung. Die von ihm seit 2021 aufgebaute Forschungsgruppe „Holztechnologie“ bearbeitet gegenwärtig (2023) Forschungsthemen mit einer Drittmittelsumme in Höhe von 1.184.400 €
Hänsel kann auf weit über 100 Publikationen, Vorträge, Patente und Buchveröffentlichungen verweisen. Er betreute zahlreiche Abschlussarbeiten. Seit 2012 ist er Mitglied des Kuratoriums des Instituts für Holztechnologie Dresden sowie Mitherausgeber einer Buchreihe (Grundwissen für Holzingenieure) sowie seit 2015 einer Internationalen Fachzeitschrift (Application Oriented Higher Education Research). Neben Fachpublikationen veröffentlichte Hänsel zu Fragen des dualen Studiums.

## Direktor und Präsident und Rektor
Andreas Hänsel wurde 2012 zum Direktor der Staatlichen Studienakademie Dresden gewählt. Arbeitsschwerpunkt waren hier zunächst der Aufbau des Technologietransfers sowie die Profilbildung im Bereich der Lehre. Hänsel war federführend bei Vorbereitung und Durchführung der Evaluierung der Berufsakademie Sachsen durch den Wissenschaftsrats sowie der Erarbeitung der Entwicklungskonzeption der BA Sachsen (BAS) 2015 und der Neustrukturierung und Weiterentwicklung des Qualitätsmanagements (2013 bis 2016) beteiligt.
Hänsel wurde 2017 nach einer Novelle des Sächsischen Berufsakademiegesetzes zum Gründungspräsidenten der Berufsakademie Sachsen gewählt. Seine Amtszeit begann im August 2017 nach der Bestellung durch das Sächsische Staatsministerium für Wissenschaft, Kultur und Tourismus und betrug zunächst fünf Jahre. 2022 erfolge die Wiederwahl.
Hänsel setzte sich intensiv für die Weiterentwicklung der BAS als gleichberechtigtes und eigenständiges Mitglied im Bereich der tertiären Bildung auf Landesebene ein. Mit dem Koalitionsvertrag der sächsischen Landesregierung begann im Jahre 2019 der Weiterentwicklungsprozess der BAS zur Dualen Hochschule Sachsen. Die Vorbereitung und Weiterentwicklung der BAS auf allen Handlungsfeldern stellte den wesentlichen Arbeitsschwerpunkt Hänsels seit dieser Zeit dar. Hänsel wirkte als Präsident bis 2022 mit Kerry Brauer und seit 2022 mit Frauke Deckow als Stellvertreterin sowie Matthias Rößler (bis 2022) und Mirko Claus (bis 2024) als Kanzler zusammen. Mit der Gründung der Dualen Hochschule Sachsen am 1. Januar 2025 agierte Hänsel als kommissarischer Rektor bis zum Ausscheiden in den Ruhestand am 30. Juni 2025.

## Ehrenamtliche Tätigkeiten
Hänsel wurde seit 2004 viermal in Folge zum Stadtrat in seiner Heimatstadt gewählt. Er war in diesem Zeitraum in verschiedenen Ausschüssen tätig. Er wirkte als Governor und Governorratsvorsitzender für die Serviceorganisation Lions Clubs International und war Impulsgeber für die Gründung der Stiftung Deutscher Lions, dessen erster Vorstand er war. Hänsel ist Kuratoriumsmitglied in der Bürgerstiftung seiner Heimatstadt und war 1999 Gründungsvorsitzender des Vereins akademischer Holzingenieure an der TU Dresden.

## Veröffentlichungen (Auswahl)
- Hänsel, A.; Neumüller, J.: Ein in Beitrag zur Mechanik der Spanplatten, Holztechnologie, Leipzig 28 (1988)1
- Hänsel, A.; Niemz, P.; Wagenführ, R.: Beziehungen zwischen Struktur und Eigenschaften von Holz und Holzwerkstoffen; Holztechnologie, Leipzig 29(1988) 3
- Hänsel, A.; Kühne, G.: Untersuchungen zur Mechanik von Spanplatten Holzforschung und Holzverwertung, Wien 40 (1988) 13
- Hänsel, A.: Möglichkeiten und Grenzen der Strukturoptimierung von Spanplatte, Holz als Roh‑ und Werkstoff, Berlin 46 (1988) 10.
- Hänsel, A.; Niemz, P.; Brade, F.: Untersuchungen zur Bildung eines Modells für das Rohdichteprofil im Querschnitt dreischichtiger Spanplatten, Holz als Roh‑ und Werkstoff, Berlin 46 (1988) 4
- Hänsel, A.; Niemz, P.: Untersuchungen zur Mikromechanik biegebelasteter Spanplatten, Holzforschung und Holzverwertung, Wien 41 (1989)1
- Hänsel, A.; Niemz, P.: Untersuchungen zur Schallemission von Holzwerkstoffen bei Biegebeanspruchung, Holztechnologie, Leipzig 30 (1989) 2
- Hänsel, A.; Niemz, P.; Ritter, C.: Vergleichende Untersuchungen bei der Modellierung der Spanplattenherstellung, Teil 3, Holztechnologie, Leipzig 31 (1990) 2
- Keunecke; D.; Niemz, P; Tollert, M.; Hänsel, A.: Mechanical properties and failure behaviour of yew and spruce determited with a compact tension test and digital image correlation, Wood Research, Bratislava, (2012)4
- Jonuscheit, J.; Klier, J.; Weber, St.; Schallhammer, M.; Hänsel, A.: Schichtdickenmessung mittels Terahertz-Wellen in der Möbelfertigung, Holztechnologie, Leipzig 60(2019)4,

- Hänsel, A.; Rosenkranz, S.: Verfahren zur in situ-Messung des Verschleißes an Spritzdüsen Patentschrift DE 10 2018 125 205 B4
- Andreas Hänsel, Jakub Sandak, Anna Sandak, Juana Mai, Peter Niemz: Selected previous findings on the factors influencing the gluing quality of solid wood products in timber construction and possible developments: a review, Wood Material Science & Engineering, 16(2021) doi:10.1080/17480272.2021.1925963
- Jakub Sandak, Peter Niemz, Andreas Hänsel, Juana Mai, Anna Sandak: Feasibility of portable NIR spectrometer for quality assurance in glue-laminated timber production, Construction and Building Materials 308(2021) S. 1–12, doi:10.1016/j.conbuildmat.2021.125026
- Hänsel, A., Tröger, J., Rößler, M. Brachhold, N., Niemz, P.: Influence of surface treatment on the bonding quality of wood for load-bearing purposes, Wood Material Science & Engineering (angenommene Veröffentlichung, z. Z. im Druck)
- Andreas Hänsel, Jorge Prieto (Hrsg.): Industrielle Oberflächenbeschichtung im Möbelbau, 1. Aufl. HANSER, Leipzig, 2019
- Andreas Hänsel, Hans-Peter Lind, Dirk Siebrecht, Antoine Fabri: Chapter 33 Organization, Automation and Optimization of Manufacturing Processes – in Niemz, P, Teischinger, A., Sandberg, D.: Woodworking Handbook, Springer, 2023
- Andreas Hänsel: Chapter 24.3 Surface Treatment and Coating – Niemz, P, Teischinger, A., Sandberg, D.: Woodworking Handbook, Springer, 2023
- Hänsel, A., Schröter-Bobsin, U.: Technologietransfer im dualen Studium am Beispiel der Berufsakademie Sachsen, Duales Studium, Berlin (2023)